# Equazione di Cesaro

Grafico di una curva la cui equazione di Cesàro è

L'equazione di Cesàro di una curva piana (che prende il nome da Ernesto Cesaro) è un'equazione intrinseca che esprime la curva tramite una relazione tra la sua curvatura e la sua ascissa curvilinea. Può essere formulata in maniera equivalente in funzione del raggio di curvatura e dell'ascissa curvilinea, in quanto il raggio di curvatura è l'inverso della curvatura stessa. L'equazione di Cesàro è intrinseca e dunque non dipende dalla parametrizzazione, e due curve congruenti hanno la stessa equazione di Cesàro.

## Esempi
Alcune curve facilmente esprimibili tramite la loro equazione di Cesàro sono le seguenti:
- retta: {\displaystyle \kappa =0};
- circonferenza: {\displaystyle \kappa ={\frac {1}{r}}}, dove {\displaystyle r} è il raggio;
- spirale logaritmica: {\displaystyle \kappa ={\frac {C}{s}}}, con {\displaystyle C} constante;
- evolvente della circonferenza: {\displaystyle \kappa ={\frac {C}{\sqrt {s}}}}, con {\displaystyle C} costante;
- clotoide: {\displaystyle \kappa ={\frac {s}{a}}}, con {\displaystyle a} costante;
- catenaria: {\displaystyle \kappa ={\frac {a}{s^{2}+a^{2}}}}.

## Parametrizzazioni correlate
L'equazione di Cesàro di una curva è correlata all'equazione di Whewell. Se la curva ha equazione di Whewell 
{\displaystyle \varphi =f(s)\!}
allora l'equazione di Cesàro è data da
{\displaystyle \kappa =f\prime (s)\!}.